# Festuca viviparoidea
Festuca viviparoidea är en gräsart som beskrevs av Vladimír Joseph Krajina och Leon E. Pavlick. Festuca viviparoidea ingår i släktet svinglar, och familjen gräs. Inga underarter finns listade i Catalogue of Life.